# Cryptolabis (Cryptolabis) minutula
Cryptolabis (Cryptolabis) minutula is een tweevleugelige uit de familie steltmuggen (Limoniidae). De soort komt voor in het Nearctisch gebied.